# Drouvin-le-Marais
Drouvin-le-Marais é uma comuna francesa na região administrativa de Altos da França, no departamento de Pas-de-Calais. Estende-se por uma área de 2,12 km². Em 2010 a comuna tinha 624 habitantes (densidade: 294,3 hab./km²).